# Cremnophila
Cremnophila é um gênero de mariposa pertencente à família Crambidae.